# Erannis marmoraria
Erannis marmoraria är en fjärilsart som beskrevs av Scholz 1947. Erannis marmoraria ingår i släktet Erannis och familjen mätare. Inga underarter finns listade i Catalogue of Life.